# Georges Doutrepont
Pour les articles homonymes, voir Doutrepont.
Georges Doutrepont, né à Herve le 17 octobre 1868 et mort à Louvain le 26 mai 1941, est un linguiste, militant wallon et académicien belge.

## Biographie
Georges Doutrepont suit les cours de Maurice Wilmotte à l'université de Liège, obtient en 1890 le diplôme d'agrégé pour la philologie française. Il est lecteur de français à l'université de Halle (1890-1891) puis de l'université de Fribourg (1891-1893) et devient professeur à l'université catholique de Louvain en 1893, où il enseigne jusqu'en 1938. Il fonde la section de philologie romane avec Alphonse Bayot ainsi que le Cercle d'études wallonnes de l'UCL avec le même Bayot. Il s'intéresse en particulier à la littérature française de Wallonie du temps des Ducs de Bourgogne et consacre une vaste étude à Jean Lemaire de Belges. Il devient membre de l'Académie royale de langue et de littérature française de Belgique en 1921. 
Il enseigna dans plusieurs autres universités européennes (à Oxford, Londres, Dijon et au Collège de France en 1914, à l'École pratique des hautes études de 1915 à 1918, à Bordeaux en 1929, Rennes en 1930 et Montpellier en 1934 où il reçoit un doctorat honoris causa et au Congo belge.
Il est lauréat de l'Académie française en 1929 et 1940 (prix Narcisse Michaut et prix Verrière) et de l'Académie des inscriptions et belles-lettres en 1935 (prix Brodin) et 1938 (prix Saintour).

## Sources
- Encyclopédie du Mouvement wallon, t. I, p. 510.
- Jean-Robert Guiette, « Georges Doutrepont (1868-1941) », Revue belge de philologie et d'histoire, no 20, 1941, p. 844-849.